# 竹内英明
竹内 英明（たけうち ひであき、1974年〈昭和49年〉4月6日 - 2025年〈令和7年〉1月18日）は、日本の政治家。
兵庫県議会議員（5期）、姫路市議会議員（1期）、兵庫県庁内部告発文書問題における百条委員会の委員を歴任した。
2025年（令和7年）1月18日に自殺、50歳であった。

## 経歴
1974年、兵庫県姫路市生。1993年に兵庫県立姫路西高等学校を卒業、早稲田大学政治経済学部政治学科に入学し、池袋セツルメント、早稲田大学鵬志会に入会。奥田敬和衆議院議員の私設学生秘書となり、新進党学生部にて初代幹事長を務める。早くから竹内を知っていた妻によれば、阪神淡路大震災で避難した受験生の勉強を助けるなどのボランティア活動に携わった事が政治活動に関心を持つきっかけだったとする。
1997年、セブンイレブンジャパン入社。1998年、セブンイレブンを退職し新党友愛事務局に入局、合流した民主党にて参議院国会対策委員会副主査。
2003年4月27日、姫路市議会議員選挙で初当選、1期務める。
2007年4月8日、兵庫県議会議員選挙で姫路市選挙区から民主党新人で初当選し、以降5期務める。
2014年、松本剛明衆議院議員選挙対策本部長。
2024年、兵庫県庁内部告発文書問題における百条委員会委員を務める。

### 立花孝志らの起因（情報拡散・誹謗中傷・脅迫嫌がらせ）による自殺・死去

#### 経緯
竹内は兵庫県知事の斎藤元彦のパワハラ疑惑等を調査する百条委員会にて調査を行なっていたが、日本維新の会所属であった増山誠が立花孝志に告発内容の調査を担う百条委員会の録音データを渡し、同じく日本維新の会所属であった岸口実は知事選期間中に立花と会い、委員だった竹内英明を「（告発問題の）黒幕」と呼ばわりする紙を渡し（その紙の内容は報道機関によって報道されていたわけではなく、信憑性の低い情報）、2024年11月に立花がそれをSNS上で拡散した事が原因で竹内は激しい批判を受け、県議を辞職。

#### 詳細
同年9月の兵庫県斎藤知事に対する不信任案議決による失職に伴い、出直し選挙が行われることになった。斎藤元彦知事を応援する目的で立候補したNHKから国民を守る党の立花孝志党首は、パワハラによる自殺の可能性もあるとされていた前局長について、実際は斎藤前知事の責任であるかのように仕組んだ黒幕であると指摘した。立花が根拠とした文書は、片山副知事の代理人と称する岸口実県議（当時、兵庫維新の会。百条委員会副委員長）から受け取ったとする。また、TBSは、立花と同席していた四街道市の宮城そういち市議からも立花は岸口県議が直接に受け取っていた旨を確認している。当初、岸口はこれを否定、これに対し、立花は岸口から受け取ったものと語り、さらに岸口から自分から受け取ったものでないと嘘をつくよう頼まれたと発言した。これを受けて、岸口は、自分は片山の代理人ではない、文書を渡したのは同席していた第三者だと発言を変えた。
選挙期間中、立花候補は、百条委員会の奥谷委員長や竹内委員らを非難する演説を行い、奥谷委員長の事務所(兼自宅)の前で「出てこい、奥谷」と演説、その際、「あまり脅しても、奥谷さんが自死されても困るので」と語ったり、また、竹内のところにも行く、彼らを見かければ自分が追いかけに行くので場所を知らせるよう、聴衆やネット視聴者に呼びかけた。また、ネット上では、竹内は井戸元知事の県政時代の利権をまもるため斎藤前知事を追及しているのだと指摘した。
同年11月に行われた2024年兵庫県知事選での斎藤前知事の再当選直後の11月18日に、竹内は辞職願を提出し受理される。理由については当初「一身上の都合」とされたが、竹内はひょうご県民連合幹部に対し、立花孝志が、竹内を含む委員についての情報を街頭やネット上で発信し、「立花孝志氏に自宅に行くと予告されたり、デマ情報を流されたりして生活が脅かされ、家族を守るために辞職を決断した」と説明していたとされ、インターネット上のコメントが議員辞職に影響を与えた可能性があるとの見方もある。竹内は知事選中、周囲に「家から出ることも難しい状況」だと相談していた。
2024年10月23日、実母が死去し公式活動HPで落胆を綴っていた。最終更新日の10月27日記事は母との別離の内容だった。

#### 死去
姫路市内の自宅書斎で無意識状態で発見され、2025年1月18日に死亡が確認された。50歳没。死因は自殺と見られている。「2024年末には深刻な状況になっていた」と、竹内の関係者は語っており、死去する前には病院にも頻繁に通っていた。

### 竹内死後の立花孝志・政治系インフルエンサー・元政治家等による虚偽情報拡散
また立花孝志は竹内の死後にも「竹内が県警から任意聴取を受けて逮捕される予定だった」という趣旨の情報をソーシャルメディア上で発信し、また一部の政治系インフルエンサーや元政治家等も、立花の発信内容が真実であるかのような情報発信を行い、広く流布された。
しかし兵庫県警察はこの趣旨の情報をはっきりと否定しており、2025年1月20日の兵庫県議会警察常任委員会では村井紀之本部長が立花らによる発信の内容を「事実無根」「虚偽」と否定した。
また立花らに対する名誉毀損容疑の捜査の可能性・知事選を巡る他の告訴・告発事案等について、適切に対応する旨である事を藤森大輔刑事部長が言及した。
この警察の発表に対し、立花は虚偽の情報であった事を認めて謝罪したが、オンライン上での謝罪となっており、その真意は不明である。
この直後には立花孝志襲撃事件、立花孝志らの起因による「みんなでつくる党」ボランティアスタッフ自殺事件が発生した。